# Свято-Троицкий собор (Рига)
В Риге есть и другие храмы с тем же посвящением: лютеранский, католический и православный.
Свято-Троицкий собор (латыш. Svētās Trīsvienības katedrāle) — храм Латвийской православной церкви в городе Риге. Расположен в районе Гризинькалнс (улица Кришьяня Барона, 126) на территории Свято-Троицкого женского монастыря. В крипте собора расположен храм Успения Божией Матери.

## История храма
В 1901 году была преобразована в монастырь женская община, основанная в 1891 году как приют для девочек и пожилых женщин. Уже через год начинается строительство храма, на которое императором Николаем II выделены из казны 75 тысяч рублей. Оставшиеся средства собраны усердием первой настоятельницы монастыря игуменьи Сергии (в миру Екатерины Мансуровой). Храм строился по проекту известных рижских архитекторов Константина Пекшенса и Александра Ванагса, и был освящён в честь Святой Троицы в 1907 году.
В 1910 году в крипте под собором похоронен князь Борис Мансуров. В 1912 году крипта преобразована в небольшой храм Успения Божией Матери. В 1914 году здесь была похоронена Мария Мансурова.
В связи с закрытием рижского кафедрального Христорождественского собора, в 1961 году архиерейская кафедра переносится в Свято-Троицкий собор. Этот собор не был закрыт ни в годы Гражданской войны и последующих гонений, ни в годы советской власти.

## Архитектура и интерьер
Собор является крестово-купольным центрическим храмом в русско-византийском стиле и имеет пять куполов. В интерьере и отделке фасада чувствуется влияние модерна (югендстиля). Храм отличается тонким резным позолоченным иконостасом, который в 1939 году был перевезён из Лиепаи и установлен в Христорождественском соборе, а в 1961 году перенесён в Свято-Троицкий собор. Стоящие перед иконостасом бронзовые подсвечники начала XX века также происходят из Лиепайского Морского собора (как и иконостас, это вклад российского императора).

## Чтимые святыни и реликвии
- Реликвии, перенесённые после закрытия рижского Алексеевского монастыря (в Старой Риге; закрыт в первые годы независимости):
  - большое напрестольное Евангелие времён императрицы Елизаветы Петровны;
  - дарохранительница XVIII века;
  - храмовая икона святого Алексия, человека Божия.
- Реликвии, связанные со священномучеником Иоанном Рижским:
  - водосвятный крест;
  - деревянный архиерейский посох.
- Святыни:
  - чтимый список Толгской иконы Пресвятой Богородицы, написанный в 2000-е годы монахиней Серафимой (Каменяка);
  - чудесно обновившаяся икона преподобного Серафима Саровского, от которой неоднократно было мироточение[2].